# 中华人民共和国国务院 (第七届全国人大期间)
中华人民共和国第七届国务院指与中华人民共和国第七届全国人民代表大会（1988年3月至1993年3月）同期的一届中华人民共和国国务院（即中央人民政府），由时任国务院总理的李鹏负责。

## 历史
1988年4月12日举行的第七届全国人大第一次会议上，国务院代总理李鹏被正式任命接替升任中共中央总书记的赵紫阳出任国务院总理，成为中华人民共和国的政府首脑。其後，李鹏根据《中华人民共和国宪法》，向全国人民代表大会提出国务院副总理、国务委员及各组成部门负责人等其他国务院组成人员的人选，获全国人大批准後正式组成其第一届内阁。

## 组成人员
- 总理：李鹏（党组书记）
- 副总理：姚依林（党组副书记） · 田纪云 · 吴学谦 · 邹家华（增补） · 朱镕基（增补）
- 国务委员：李铁映 · 秦基伟 · 王丙 · 宋　健 · 王　芳 · 邹家华（后改任） · 李贵鲜 · 陈希同 · 陈俊生 · 钱其琛（增补）
- 秘书长：陈俊生 → 羅幹

| 1. 外交部部长 钱其琛 2. 国防部部长 秦基伟（兼） 3. 国家计划委员会主任 姚依林 → 邹家华（兼） 4. 国家经济体制改革委员会主任 李鹏（兼） → 陈锦华 5. 国家教育委员会主任 李铁映（兼） 6. 国家科学技术委员会主任 宋健（兼） 7. 国防科学技术工业委员会主任 丁衡高 8. 国家民族事务委员会主任 司马义·艾买提（维吾尔族） 9. 公安部部长 王芳（兼） → 陶驷驹 10. 国家安全部部长 贾春旺 11. 监察部部长 尉健行 12. 民政部部长 崔乃夫 13. 司法部部长 蔡诚 14. 财政部部长 王丙（兼） → 刘仲藜 15. 人事部部长 赵东宛 16. 劳动部部长 羅幹 → 阮崇武 → 17. 地质矿产部部长 朱训 18. 建设部部长 林汉雄 → 侯捷 19. 能源部部长 黄毅诚 20. 铁道部部长 李森茂 → 韩杼滨 21. 交通部部长 钱永昌 → 黄镇东 | 22. 机械电子工业部部长 邹家华（兼） → 何光远 23. 航空航天工业部部长 林宗棠 24. 冶金工业部部长 戚元靖 25. 化学工业部部长 秦仲达 → 顾秀莲（女） 26. 轻工业部部长 曾宪林 27. 纺织工业部部长 吴文英（女） 28. 邮电部部长 杨泰芳 29. 水利部部长 杨振怀 30. 农业部部长 何康 → 刘中一 31. 林业部部长 高德占 32. 商业部部长 胡平 33. 对外经济贸易部部长 郑拓彬 → 李岚清 34. 物资部部长 柳随年 35. 文化部部长 王蒙 → 贺敬之（代） → 刘忠德（代） 36. 广播电影电视部部长 艾知生 37. 卫生部部长 陈敏章 38. 国家体育运动委员会主任 李梦华 → 伍绍祖 39. 国家计划生育委员会主任 彭珮云（女） 40. 中国人民银行行长 李贵鲜（兼） 41. 审计署审计长 吕培俭 |